# Nancy Haigh
Nancy Haigh é uma diretora de arte estadunidense. Recebeu seis indicações ao Oscar e venceu pelo filme Bugsy.

## Filmografia
| Ano  | Título                       |
| ---- | ---------------------------- |
| 1989 | Earth Girls Are Easy         |
| 1989 | Field of Dreams              |
| 1989 | Checking Out                 |
| 1990 | The Grifters                 |
| 1991 | Guilty by Suspicion          |
| 1991 | Barton Fink                  |
| 1991 | Bugsy                        |
| 1992 | Hero                         |
| 1994 | Forrest Gump                 |
| 1995 | Waterworld                   |
| 1996 | Mars Attacks!                |
| 1998 | Fear & Loathing in Las Vegas |
| 1998 | The Truman Show              |
| 1999 | The Insider                  |
| 2000 | O Brother, Where Art Thou?   |
| 2001 | A.I. Artificial Intelligence |
| 2002 | Road to Perdition            |
| 2003 | Big Fish                     |
| 2003 | Intolerable Cruelty          |
| 2004 | The Ladykillers              |
| 2005 | Jarhead                      |
| 2006 | Dreamgirls                   |
| 2006 | Ask the Dust                 |
| 2007 | No Country for Old Men       |
| 2007 | Charlie Wilson's War         |
| 2008 | Burn After Reading           |
| 2010 | True Grit                    |